# Airbus A318
L'Airbus A318 è l'aereo di linea più piccolo della famiglia Airbus A320. Può trasportare fino a 132 passeggeri e ha un'autonomia di 3 100 miglia nautiche (5 700 km). L'assemblaggio finale ha luogo ad Amburgo, in Germania. È destinato principalmente al a corto raggio con l'eccezione di British Airways, che lo utilizzava in passato sulla rotta transatlantica Londra-New York (con scalo a Shannon, in Irlanda, per consentire il rifornimento di carburante, poiché l'A318 non avrebbe potuto decollare dalla pista dell'aeroporto di Londra-City, troppo corta per far partire l'aereo con i serbatoi pieni.
L'aeromobile condivide un type rating comune con tutte le altre varianti della famiglia Airbus A320, consentendo ai piloti di passare da un modello all'altro senza la necessità di ulteriore addestramento. È il più grande aereo commerciale certificato dall'Agenzia europea per la sicurezza aerea per le operazioni di "avvicinamento ripido", che consentono voli in aeroporti come quello di Londra-City.
L'A318 è entrato in servizio il 21 luglio 2003 con Frontier Airlines. Rispetto alle altre varianti della famiglia molto più vendute, sono stati consegnati solo 80 aeromobili, e attualmente non sono presenti ulteriori ordini. Ha un eccellente record di sicurezza; al 2020, degli oltre 120 incidenti che hanno coinvolto velivoli della famiglia A320, nessuno di essi ha come protagonista un Airbus A318. Al 2025, Air France ne è il principale operatore, con 6 esemplari nella flotta.

## Storia del progetto

### Contesto
Il primo Airbus della famiglia A320 fu lo stesso A320, che volò per la prima volta il 22 febbraio 1987 dopo l'avvio del programma nel marzo 1984. La famiglia fu presto estesa per includere l'A321, la versione allungata (prima consegna nel 1994), l'A319, la versione accorciata (prima consegna nel 1996), e l'A318, quella ancora più corta (prima consegna nel 2003). Questa famiglia è stata pioniera nell'utilizzo dei sistemi digitali di controlli di volo fly-by-wire, nonché nell'utilizzo di side-stick al posto delle comuni "cloche" posizionate di fronte ai piloti.

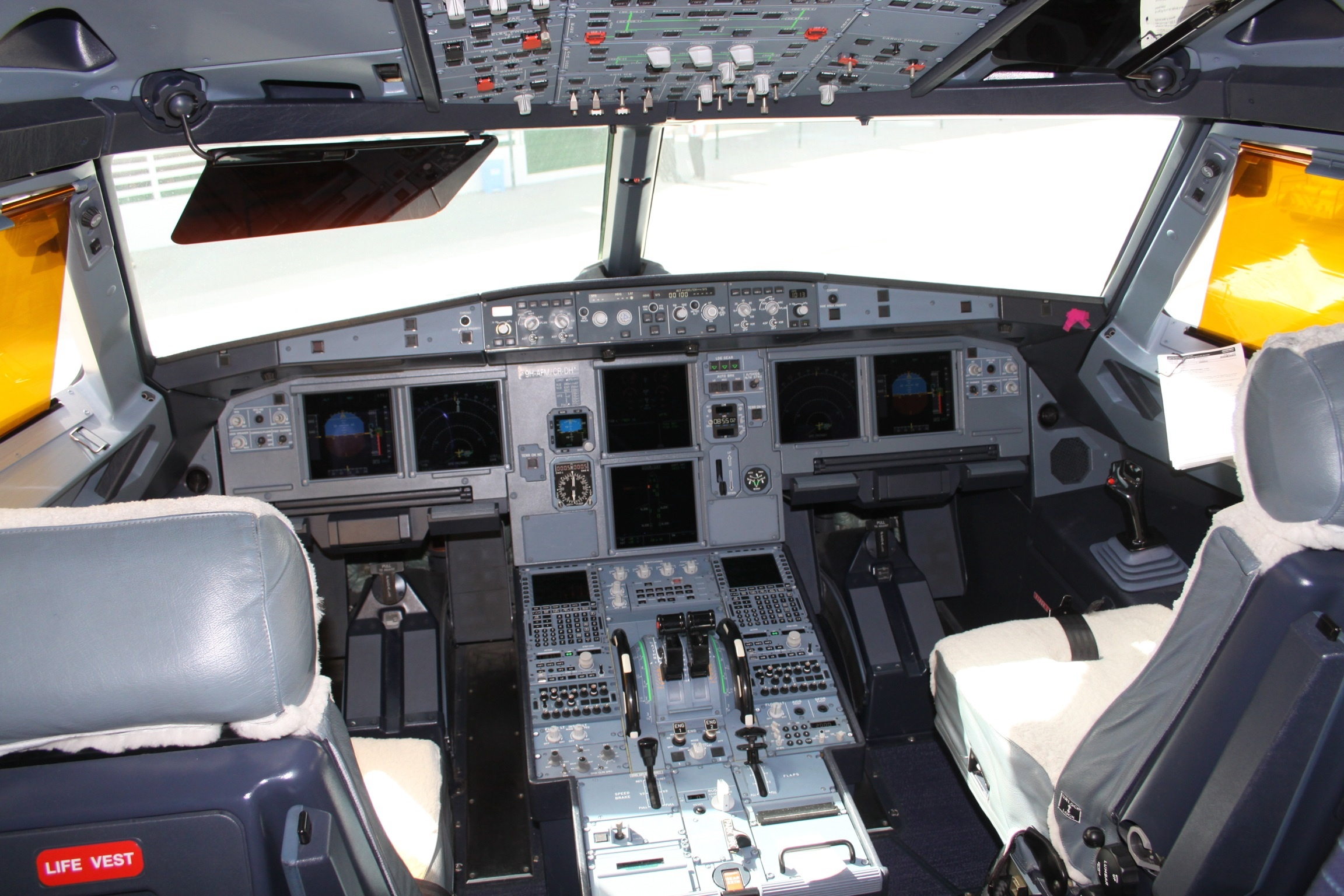
Il glass cockpit di un Airbus A318.

Il progetto dell'Airbus A318 ebbe origine nella collaborazione tra produttori cinesi, singaporiani ed europei. Nel maggio 1997, durante la visita del presidente francese Jacques Chirac in Cina, Aviation Industries of China (AVIC), Singapore Technologies Aerospace (STAe), Airbus e Alenia firmarono un accordo che delineava lo sviluppo di un aeromobile con circa 100 posti a sedere. Il programma AE31X, come fu provvisoriamente soprannominato, oltre ad essere un programma industriale globale, avrebbe significativamente rafforzato i legami commerciali sino-europei. Con costi di sviluppo stimati in 2 miliardi di dollari statunitensi, AVIC avrebbe avuto una partecipazione del 46% nel progetto, STAe del 15% e Airbus Industrie Asia del 39%; quest'ultimo comprendeva sia Airbus che Alenia. L'assemblaggio finale avrebbe avuto luogo in Cina.
Questo progetto non andò oltre la fase esplorativa. Comprendeva due progetti: l'AE316 e l'AE317. L'AE316 avrebbe avuto una lunghezza di 31,3 metri e l'AE317 di 34,5 metri. Le versioni standard di entrambe le varianti avevano un peso massimo al decollo di 49,9 tonnellate per la versione più piccola AE316 e 54,2 tonnellate per l'AE317, e sarebbe stato alimentato da motori turboventola BMW Rolls-Royce, CFM International o Pratt & Whitney. L'autonomia sarebbe stata di 2 000 miglia nautiche (3 700 km) per entrambe le varianti standard. L'AE316 e l'AE317 avrebbero potuto trasportare al massimo 105 e 125 passeggeri, rispettivamente. Entrambi avrebbero condiviso la stessa cabina di pilotaggio e lo stesso sistema digitale di controlli di volo fly-by-wire, simile a quello della famiglia A320.
Una ricerca di mercato condotta nel 1997 rivelò che le compagnie aeree volevano un aeromobile più piccolo, nella fascia da 70-80 posti. Man mano che il progetto procedeva, ci furono crescenti divergenze tra la parte cinese e Airbus. La Cina voleva un aereo più grande di quanto inizialmente previsto. Inoltre, si verificarono difficoltà derivanti dalle negoziazioni sul trasferimento di tecnologia e sulla condivisione del lavoro di produzione. STAe, avendo precedentemente espresso dubbi sui rendimenti del progetto, nel 1998 si ritirò anche a causa dell'incapacità di AIA e AVIC di raggiungere un accordo; Airbus e AVIC cancellarono il progetto nel luglio di quell'anno. Si ritiene che l'A318 sia emerso dal progetto AE31X sebbene un progetto della sola Airbus, chiamato A319M5 nel marzo 1998, era iniziato prima della cancellazione dell'AE31X.

### Progettazione
La denominazione aziendale interna A319M5 venne utilizzata già nel marzo 1998 per un velivolo derivato dall'accorciamento della fusoliera dell'A319 di 0,79 metri (2 ft 7 in) davanti all'ala e di 1,6 metri (5 ft 3 in) dietro. La proposta finale era per un aeromobile che potesse ospitare 107 passeggeri in una configurazione a due classi con un'autonomia di 3 350 km (1 810 nmi). La produzione sfruttava la saldatura laser, eliminando la necessità di pesanti rivetti e bulloni.

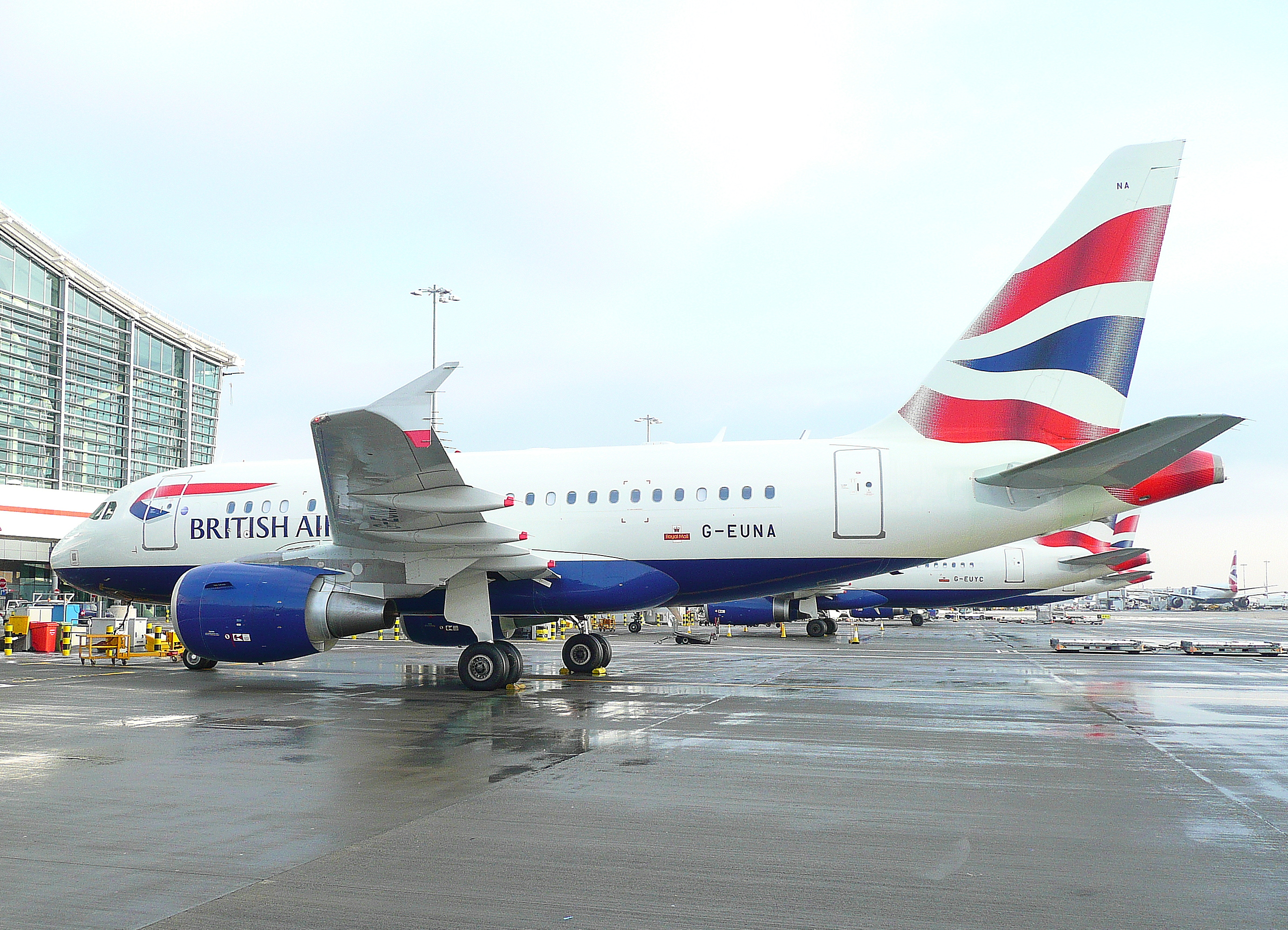
Un Airbus A318 di British Airways, fotografato all'Aeroporto di Londra-City.

Durante il processo di progettazione dell'A318, vennero riscontrati diversi problemi. Il primo fu il calo della domanda di nuovi aeromobili in seguito agli attacchi dell'11 settembre. Un altro fu il consumo di carburante superiore al previsto dei nuovi motori turboventola Pratt & Whitney. Quando la CFM International (CFM) sviluppò propulsori più efficienti, molti clienti dell'Airbus A318, tra cui Air China e British Airways, avevano già ritirato la maggior parte degli ordini. America West Airlines, che aveva scelto la versione con i motori Pratt & Whitney, optò invece per gli A319 o A320. Trans World Airlines annullò un ordine significativo per 50 A318 dopo essere stata acquisita da American Airlines, che all'epoca non possedeva alcun aeromobile della famiglia degli A320 (sebbene nemmeno TWA al momento dell'ordine originario). Mentre Airbus sperava di commercializzare l'A318 come jet regionale, le leggi sia negli Stati Uniti che in Europa lo hanno mantenuto nella stessa classe degli aerei più grandi per il calcolo di tasse, come quelle di atterraggio, limitandone il potenziale di mercato.
L'aeromobile è alimentato da due motori CFM56-5 o Pratt & Whitney PW6000, con valori di spinta massima compresi tra 96 e 106 chilonewton (21 600 e 23 800 lbf). I clienti di lancio, Frontier Airlines e Air France, hanno ricevuto consegne a partire dal 2003. Il prezzo di listino di un A318 varia da 56 a 62 milioni di dollari americani, e i costi operativi sono compresi tra i 2 500 e i 3 000 dollari americani per ogni ora di volo.
Gli ordini sono stati relativamente lenti ad arrivare, ma leggermente in maggior numero rispetto al suo concorrente diretto, il Boeing 737-600. Al 2020, Airbus ha ricevuto 80 ordini per questo modello rispetto ai 69 per il 737-600. Il ritmo delle vendite è stato influenzato dalle forti vendite di Bombardier CRJ900 ed Embraer E-Jets. I maggiori clienti di A318 sono stati governi, executive e privati (20), Air France (18), Avianca (15), GECAS (12) e Frontier Airlines (9).

### Ulteriori sviluppi
Il 10 novembre 2005, Airbus annunciò l'A318 Elite. Destinato al mercato di medio raggio per voli fino a 4 000 miglia nautiche (7 400 km), è alimentato da due motori CFM56 e può ospitare fino a 18 passeggeri in più. Comlux Aviation è stato il cliente di lancio ordinando tre A318 Elite.
Nel settembre 2010, Airbus confermò che dal 2013 l'A318 sarebbe diventato disponibile con le Sharklets, dispositivi posti sulla punta alare che riducono la resistenza nella salita e migliorano l'efficienza riducendo il consumo di carburante. I dispositivi opzionali, disponibili anche su altri modelli della famiglia Airbus A320 e prodotti dalla Korean Air Aerospace Division, permettono un'autonomia fino a 5 930 km (3 200 nmi), un aumento di 185 chilometri (100 nmi) rispetto a un A318 standard con 107 posti a sedere in una configurazione a due classi.

## Tecnica

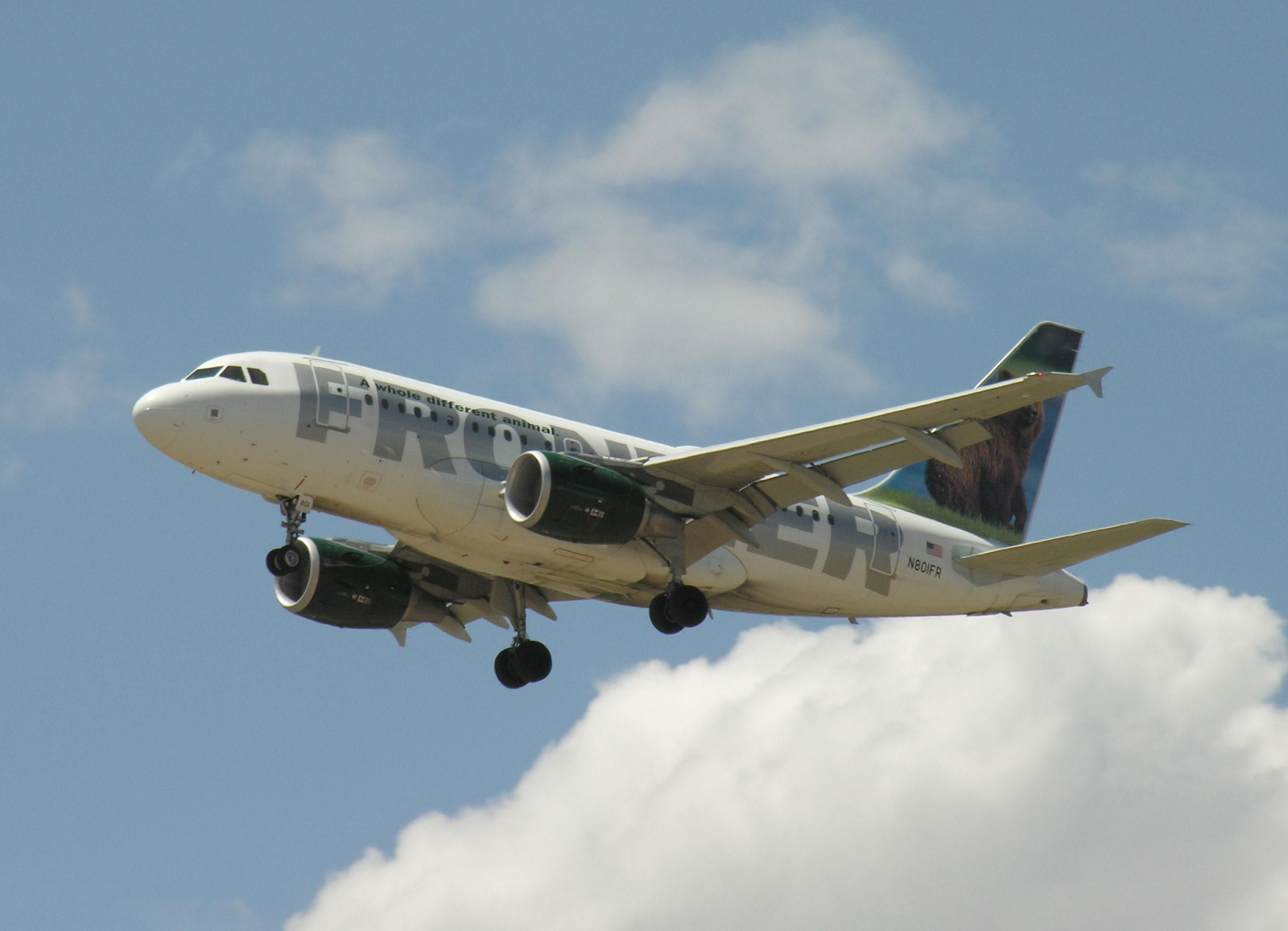
Un Airbus A318-111 di Frontier Airlines.

L'Airbus A318 è un aereo commerciale a corridoio singolo alimentato da due propulsori turboventola posizionati sulle ali. Due produttori forniscono i motori per questo velivolo: CFM International, con i CFM56-5B, e Pratt & Whitney, con i PW6000A. È un monoplano ad ala bassa con un'unità di coda convenzionale, avente un singolo stabilizzatore verticale e un timone.
Complessivamente, l'A318 è più corto di oltre 6 metri e circa 3 tonnellate più leggero rispetto all'A320. Per compensare il momento ridotto, ha uno stabilizzatore verticale più grande. Mentre i progetti iniziali rappresentavano il velivolo con un'estensione della deriva in stile Boeing 737-300, il design finale incorpora un'estensione in altezza, 75 centimetri in più rispetto alle altre varianti dell'A320. I piloti addestrati su tali varianti possono volare sull'A318 senza ulteriori certificazioni, dal momento che hanno lo stesso type rating. L'A318 viene anche chiamato A318-100.
L'A318 è disponibile con una varietà di pesi massimi al decollo (MTOW) che vanno da un modello base da 59 tonnellate, con un'autonomia di 1 480 miglia nautiche (2 740 km), a un modello da 68 tonnellate, con un'autonomia di 3 200 miglia nautiche (5 900 km). Se equipaggiato con motori CFM56-5B8/P, è disponibile con un MTOW da 56 o 68 tonnellate. Se equipaggiato con motori CFM56-5B9/P, è disponibile con un MTOW da 59 o un 68 tonnellate. Il MTOW inferiore gli consente di operare su rotte regionali sacrificando la portata, il MTOW superiore gli consente di operare su rotte effettuate anche da altri modelli della famiglia A320, permettendo alle compagnie di risparmiare in caso di un numero limitato di prenotazioni. Il peso inferiore rispetto alle altre varianti gli permette di avere un'autonomia del 10% maggiore rispetto all'A320, consentendogli di operare su alcune rotte che l'A320 non sarebbe in grado di effettuare: Londra-New York, Perth-Auckland e Singapore-Tokyo, ad esempio. Il suo uso principale per le compagnie aeree, tuttavia, è su tratte brevi e di bassa densità tra città di medie dimensioni.

### Capacità di avvicinamento ripido

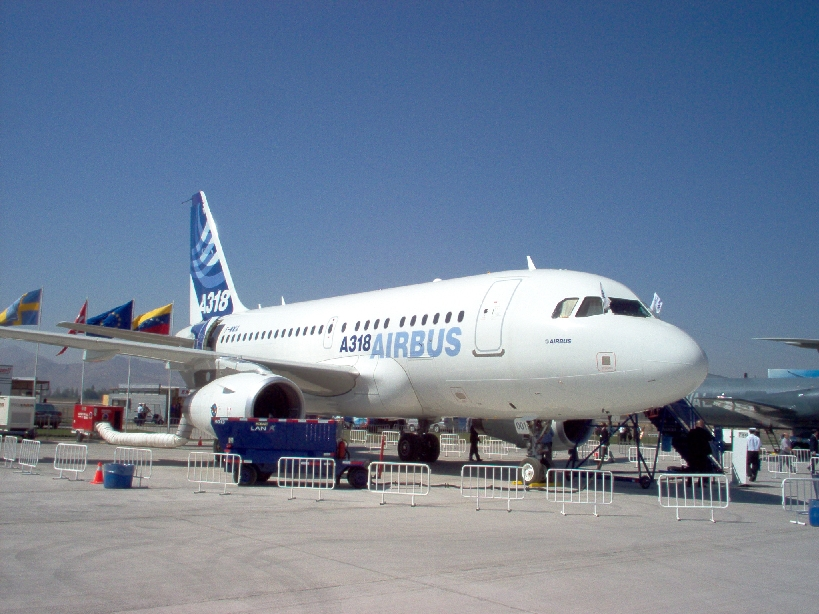
Un A318 nella livrea di Airbus.

Nel marzo 2006, l'Agenzia europea per la sicurezza aerea (EASA) ha certificato modifiche e potenziamenti al software di controllo dell'Airbus A318, per consentirgli di eseguire avvicinamenti ripidi ("Steep approach"). L'aeromobile è il più grande velivolo commerciale certificato dall'EASA per operazioni di avvicinamento ripido. Il software modifica le leggi di controllo dell'aeromobile quando l'equipaggio seleziona la funzione di avvicinamento ripido, estendendo automaticamente alcuni deflettori per fornire ulteriore resistenza quando l'A318 si trova nella configurazione di atterraggio. Fornisce inoltre allarmi acustici alternativi ai piloti e gestisce automaticamente il dispiegamento degli spoiler al di sotto dei 120 piedi (37 m) durante l'atterraggio. La procedura di avvicinamento ripido gli consente di eseguire avvicinamenti con angoli di discesa fino a 5,5°, rispetto ai 3° di un avvicinamento standard.
Nel maggio 2006, venne condotto un volo di prova per dimostrare le capacità di avvicinamento ripido dell'aeromobile e le sue prestazioni su una pista corta, atterrando all'aeroporto di Londra-City, dove sono richiesti avvicinamenti di questo tipo. Il volo di prova confermò anche la compatibilità dell'aeromobile con le manovre limitate e lo spazio di parcheggio in quell'aeroporto. Successivamente, nell'agosto 2009, Airbus consegnò il primo A318 con capacità di avvicinamento ripido a British Airways, che iniziò a utilizzarlo il mese successivo, avendo infine due di questi aeromobili in grado di volare tra l'aeroporto di Londra-City e l'aeroporto internazionale John F. Kennedy di New York. Sulla tratta in direzione ovest, partendo da Londra, è necessario uno scalo per il rifornimento di carburante, che si verifica all'aeroporto di Shannon, in Irlanda, poiché sono necessarie restrizioni di peso per decollare entro la lunghezza della corta pista dell'aeroporto di Londra-City. Sulla tratta in direzione est, partendo da New York, questa limitazione non è presente e l'aereo può caricare tutto il carburante necessario per la rotta transatlantica verso il Regno Unito. Al 2020, un solo aereo sta servendo la rotta, operando in una configurazione da 32 posti, tutti in business class.

## Impiego operativo
Sebbene l'assemblaggio finale degli aeromobili della famiglia A320 abbia luogo a Tolosa, in Francia, Amburgo, in Germania, Tianjin, in Cina, e Mobile, negli USA, la costruzione dell'A318 avviene completamente ad Amburgo, in Germania. Il primo volo dell'Airbus A318 ebbe luogo dal campo di aviazione Finkenwerder di Amburgo il 15 gennaio 2002. La prima consegna venne effettuata il 22 luglio 2003 a Frontier Airlines. Al 30 settembre 2017, 67 A318 rimanevano in servizio per cinque compagnie aeree, oltre a governi, jet executive e privati e altri operatori non divulgati. La maggior parte degli A318 ritirati dal servizio è stata demolita a causa del fatto che i loro motori e altri componenti erano divenuti più preziosi dell'aereo stesso. Frontier Airlines, il cliente di lancio che acquistò A318 tra il 2003 e il 2007, ritirò il suo ultimo esemplare nel 2013.

## Versioni
L'Airbus A318 ha sei versioni diverse: A318-111, A318-112CJ Elite, A318-122/CJ Elite, A318-122, A318-122 Elite e A318-121.
 A318-111
L'Airbus A318-111 è una delle tre versioni principali dell'Airbus A318. Le dimensioni rimangono le stesse: una lunghezza di 31,44 m e un'altezza di 12,51 m.  È dotata di due propulsori turboventola CFM56-5B9.
 A318-112
L'Airbus A318-112 è stato commercializzato solo con la variante "CJ Elite". Questa è in particolare la versione che British Airways utilizza per la sua rotta Londra-New York. È dotata di due propulsori turboventola CFM56-5B9, ciascuno dei quali sviluppa 103,5 kN di spinta.
Nell'agosto 2009, Airbus ha consegnato il primo velivolo in grado di eseguire avvicinamenti ripidi a British Airways. La compagnia nazionale britannica ha scelto la versione 112CJ. Dotati di una business class da 32 posti, questi due aerei operano sulla rotta Londra-New York utilizzando il numero di volo BA001, precedentemente utilizzato dal Concorde sullo stesso percorso.
 A318-122
Le versioni A318-121 e A318-122 sono le uniche spinte da motori Pratt & Whitney PW6000. Questa versione è equipaggiata con lo stesso tipo di propulsori utilizzato durante il primo volo nel 2002. La prima consegna avvenne però solo nel 2007; infatti, in seguito a ritardi nello sviluppo di questo tipo di motori, la loro certificazione avvenne solo nel dicembre 2005.

## Dati tecnici
| Dati                                    | A318-100                |
| --------------------------------------- | ----------------------- |
| Codice ICAO                             | A318                    |
| Codice IATA                             | 318                     |
| Equipaggio in cabina di pilotaggio      | 2 piloti                |
| Capacità massima passeggeri (1 classe)  | 136                     |
| Lunghezza totale                        | 31,45 m                 |
| Diametro cabina                         | 3,63 m                  |
| Diametro fusoliera                      | 4,14 m                  |
| Larghezza piano orizzontale             | 12,45 m                 |
| Apertura alare                          | 34,10 m                 |
| Superficie alare                        | 122,4 m²                |
| Freccia alare                           | 25°                     |
| Altezza fusoliera                       | 5,93 m                  |
| Altezza totale                          | 12,89 m                 |
| Passo                                   | 10,25 m                 |
| Peso operativo a vuoto (OEW)            | 39 500 kg               |
| Peso massimo senza carburante (MZFW)    | 53 000 kg               |
| Peso massimo durante il rullaggio (MTW) | 61 900 kg               |
| Peso massimo al decollo (MTOW)          | 61 500 kg               |
| Peso massimo all'atterraggio (MLW)      | 56 000 kg               |
| Carico utile massimo                    | 15 000 kg               |
| Capacità cargo                          | 21,3 m3                 |
| Capacità massima carburante             | 24 210 L                |
| Velocità di crociera                    | 0,78 Mach 963,14 km/h   |
| Velocità massima                        | 0,82 Mach 1 012,54 km/h |
| Autonomia                               | 3 100 nmi 5 750 km      |
| Quota di tangenza                       | 39 800 ft 12 131 m      |
| Motori (x2)                             | CFM56-5B PW6000A        |
| Spinta (x2)                             | 85-104 kN 90-106 kN     |

## Utilizzatori
Al gennaio 2024, degli 80 esemplari prodotti, 59 sono operativi. L'A318 non è più in produzione, tutti i velivoli ordinati sono stati consegnati.

### Civili
Gli utilizzatori sono (escludendo le compagnie minori e i velivoli privati):
- Air France (9 esemplari)
- TAROM (4 esemplari)
- Meridiana s.p.a

### Governativi e militari
Gli utilizzatori sono:
- Governo della Turchia (1 esemplare)
- Saudi Royal Flight (1 esemplare)